# المنشر (يريم)

تعديل مصدري - تعديل

المنشر هي إحدى قرى عزلة عبيدة بمديرية يريم التابعة لمحافظة إب، بلغ تعداد سكانها 231 نسمة حسب تعداد اليمن لعام 2004.